# Stefan Wilmont
Stefan Franciszek Wilmont (ur. 26 grudnia 1992) – polski przestępca, zabójca prezydenta Gdańska Pawła Adamowicza. W momencie zamachu, którego dokonał 13 stycznia 2019, miał 26 lat i był mieszkańcem gdańskiej dzielnicy Oliwa. 

## Życiorys
W nastoletnim wieku zaczął dopuszczać się przestępstw, tj. kradzieży, oszustw i rozbojów, miał także wykazywać się dużą agresją oraz nadużywać narkotyków; według innych źródeł Wilmont miał jednak stronić od wszelkich używek. Wilmont przerwał edukację przed 13. rokiem życia, w 2005 roku przebywał przez meisiąc w szpitalu psychiatrycznym. W 2010 Wilmont otrzymał podpisany przez Pawła Adamowicza list gratulacyjny z okazji osiągnięcia pełnoletniości. W 2012 roku uczestniczył w proteście przeciwko przystąpieniu Polski do porozumienia ACTA.
Od 8 maja do 12 czerwca 2013 dokonał łącznie trzech napadów na placówki SKOK-u i jednego na oddział banku Credit Agricole na gdańskiej Zaspie. W ich trakcie groził pracownikom placówek bronią, wywołując u trojga z nich długotrwały rozstrój nerwowy. Posługiwał się przy tym rewolwerem alarmowym, zakwalifikowanym później przez sąd jako broń palna. Po dokonaniu napadów korzystał z taksówek dla zmylenia pościgu. Trzy napady przeprowadził samodzielnie, podczas czwartego czekał na niego Tobias Ł., jego znajomy. Na miejsce została zaalarmowana policja. Wilmont zrabował łącznie 15 920 zł, z których odzyskano tylko 2550 zł pochodzących z ostatniego napadu, podczas którego został zatrzymany przez policję. 29 maja 2014 roku za wszystkie cztery napady został skazany przez Sąd Okręgowy w Gdańsku na karę 5 lat i 6 miesięcy pozbawienia wolności oraz 4000 zł grzywny. Ponadto sąd orzekł nawiązkę w kwocie po 5000 zł dla trzech spośród pokrzywdzonych pracowników placówek, na które napadł. Na poczet wyroku zaliczono mu trwający od połowy 2013 pobyt w areszcie. Karę obył w całości, na wolność wyszedł 8 grudnia 2018. W wyroku Wilmont został określony „zdrowym”.
Podczas odbywania kary trzykrotnie starał się o warunkowe przedterminowe zwolnienie, za każdym razem bezskutecznie. Przebywał w więzieniach w Gdańsku, Malborku i Szczecinie. Podczas odbywania wyroku w szczecińskim zakładzie karnym w 2016 roku zdiagnozowano u niego schizofrenię paranoidalną oraz poddano leczeniu farmakologicznemu i terapii, po poprawie stanu zdrowia został skierowany na leczenie ambulatoryjne. Kilka miesięcy później odmówił przyjmowania leków, choć według opiekujących się nim lekarzy był wtedy w dobrym stanie psychicznym.
30 listopada 2018 roku, na niedługo przed zakończeniem odbywania kary, matka Wilmonta poinformowała funkcjonariuszy Policji o złym stanie psychicznym syna. Stwierdziła, że czuje się on skrzywdzony wyrokiem, gdyż „napadów dokonał z atrapą broni, a nie prawdziwą bronią”; winą zaś za swoją sytuację obarczał polityków. Matka przekazała również, że jej syn planuje zrobić „coś spektakularnego”, tak „by wszyscy dowiedzieli się o jego krzywdzie”. Policjanci przekazali te informacje Służbie Więziennej, nie podając jednak, że pochodzą one od matki osadzonego, dlatego podjęte działania ograniczyły się do rozmów ze skazanym i współwięźniami oraz konsultacji psychologicznej, które wykluczyły zagrożenie. Według relacji matki Wilmonta, zgłoszenie odebrał „jej znajomy policjant”, w którego ocenie żadne środki zapobiegawcze nie były możliwe.
Przed opuszczeniem zakładu karnego wyraził zamiar wyjazdu z województwa pomorskiego jako rządzonego przez Platformę Obywatelską, deklarując się zwolennikiem Prawa i Sprawiedliwości. Po zakończeniu wyroku Wilmont trzykrotnie wybił szyby w oknie swojego dawnego wspólnika, udał się taksówką na lotnisko i odleciał do Warszawy, gdzie w kasynie przegrał całą resztę pieniędzy otrzymanych z więziennego depozytu (około 2000 zł). Następnie pociągiem wrócił do Gdańska, do dnia zamachu na Pawła Adamowicza przebywał u rodziny.
Po dokonaniu zbrodni Wilmont wyraził życzenie, by jego sprawą zajął się prokurator generalny Zbigniew Ziobro. Nadzór nad śledztwem został wówczas powierzony zastępcy prokuratora generalnego Krzysztofowi Sierakowi, który zapowiedział zbadanie poczytalności aresztowanego przez dwóch biegłych lekarzy psychiatrów. Badanie zostało przeprowadzone 30 stycznia, jednak wyniki okazały się niejednoznaczne. W związku z tym prokuratura zawnioskowała, aby Wilmont znalazł się na obserwacji sądowo-psychiatrycznej w szpitalu przy krakowskim areszcie śledczym. W październiku do prokuratury wpłynęła kolejna opinia biegłych, jednak w ocenie śledczych była ona niekompletna. Tym samym zlecono dalszą obserwację Wilmonta przez inny zespół lekarzy. W wypowiedziach cytowanych przez niektóre media psychiatra sądowy, przewodniczący Polskiego Towarzystwa Psychiatrii Sądowej Jerzy Pobocha mówił, że zdarzenie można pokazywać studentom medycyny jako klasyczny objaw zaburzeń związanych ze schizofrenią paranoidalną.
W orzeczeniu wyroku skazującego przeciwko Wilmontowi z marca 2023 sędzia Aleksandra Kaczmarek odrzuciła polityczną motywację zabójstwa, oświadczając, że „skrajność jego [tj. sprawcy] poglądów była niezależna od konkretnych uwarunkowań politycznych”. Minister sprawiedliwości Zbigniew Ziobro skomentował wyrok jako „rzetelne” i „pełne” stanowisko, podkreślając, że sąd słusznie uniknął zaangażowania w „działalność polityczną”. Podkreślił także, że wystąpił o dodatkową opinię psychiatryczną, w wyniku której Wilmont został uznany za poczytalnego. Przyjęta ostatecznie ekspertyza oddaliła diagnozę schizofrenii paranoidalnej i stwierdziła psychozę, umożliwiając proces. Wyrokiem z 16 marca 2023 Sąd Okręgowy w Gdańsku wymierzył Wilmontowi karę dożywotniego pozbawienia wolności z zastrzeżeniem możliwości ubiegania się o warunkowe przedterminowe zwolnienie nie wcześniej niż po odbyciu przez niego co najmniej 40 lat orzeczonej kary. Ponadto orzeczony został terapeutyczny system wykonywania kary pozbawienia wolności na oddziale dla osób z niepsychotycznymi zaburzeniami psychicznymi, jak również wobec Wilmonta orzeczony został środek karny w postaci pozbawienia praw publicznych na okres 10 lat, a także zadośćuczynienie na rzecz konferansjera Andrzeja Stawickiego w kwocie 10 tysięcy złotych. Sąd Apelacyjny w Gdańsku wskutek rozpoznania apelacji obrońcy Wilmonta i zażalenia pełnomocnika Magdaleny Adamowicz i Piotra Adamowicza na uzasadnienie, wyrokiem z 23 stycznia 2024 utrzymał w mocy wyrok wydany w pierwszej instancji przez Sąd Okręgowy w Gdańsku jedynie nieznacznie zmieniając uzasadnienie wyroku poprzez wskazanie, iż Adamowicz nie był przypadkową ofiarą Wilmonta.

## Życie prywatne
Pochodzi z rodziny wielodzietnej. Syn pracownicy oświaty i handlarza dywanów; prowadzona przez ojca firma zbankrutowała w związku z kradzieżą towaru, za którą odpowiedzialny był gdański przestępca Daniel Zacharzewski, ps. Zachar. 19 lutego 2007 ojciec Wilmonta został śmiertelnie potrącony, sprawca otrzymał wyrok w zawieszeniu.